# Artiphex joannae
Artiphex joannae is een spinnensoort uit de familie van de Phonognathidae.
De wetenschappelijke naam van de soort werd in 1924 als Phonognatha joannae gepubliceerd door Lucien Berland.